# Prigoginebülbül
Der Prigoginebülbül (Chlorocichla prigoginei), auch Prigogine-Bülbül, ist eine Vogelart aus der Familie der Bülbüls (Pycnonotidae).

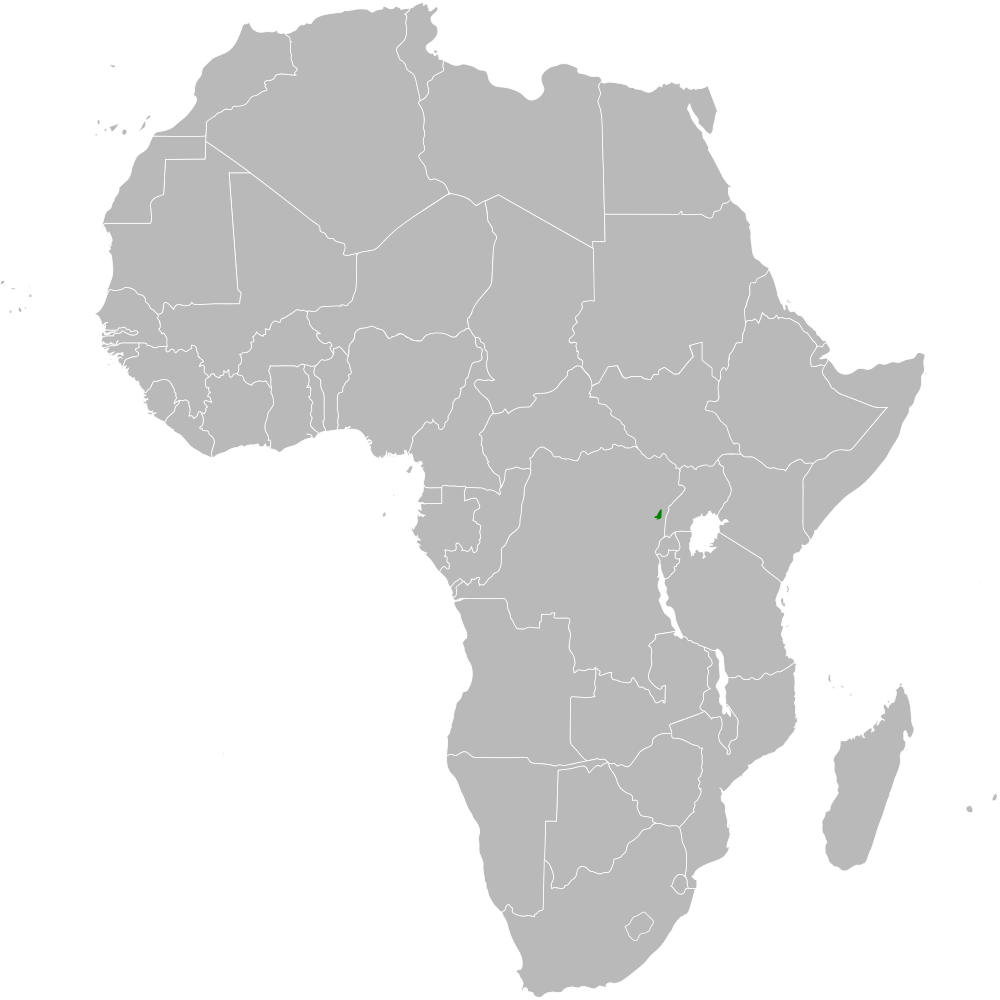
Verbreitungsgebiet des Prigoginebülbüls

Der Vogel ist endemisch im Osten der Demokratischen Republik Kongo im Lendu-Plateau und um Butembo herum.
Der Lebensraum umfasst tropischen oder subtropischen feuchten Bergwald, Galeriewald in 1350–1800 m Höhe.
Der Artzusatz bezieht sich auf Alexandre Prigogine.

## Merkmale
Die Art ist 19–20 cm groß, ein mittelgroßer gold-olivfarbener Bülbül. Die Zügel und das Areal vor den Augen ist blassgrau, die Federn sind kurz, hart und weisen nach vorne. Der Augenring ist grau-weißlich, ansonsten sind Kopf und Oberseite gelblich oliv-grün, die Flügel dunkelbraun mit gelblich olivgrünen Kanten, der Schwanz ist olivfarben mit gelblich olivgrünen Rändern. Das Kinn ist weiß, die Kehle leuchtend gelb, die Unterseite grünlich-gelb, an den Brustseiten und den Flanken dunkler und grüner, die Unterschwanzdecken sind gelblich-braun. Die Iris ist dunkelrot, der Schnabel schwarz, die Beine sind bläulich-grau, dunkel hornfarben oder schwärzlich. Die Geschlechter unterscheiden sich nicht, Weibchen sind etwas kleiner.
Die Art unterscheidet sich vom Dotterbülbül (Chlorocichla laetissima) durch geringe Größe, durch weißes und nicht gelbes Kinn, durch graue und nicht gelbe Zügel sowie den grauen Augenring.
Die Art ist monotypisch.

## Stimme
Der Ruf ist nicht bekannt.

## Lebensweise
Die Nahrung besteht wohl aus Pflanzensamen, Früchten und Insekten, die einzeln oder auch in gemischten Jagdgemeinschaften gesucht werden.
Die Brutzeit ist nicht bekannt.

## Gefährdungssituation
Der Bestand gilt als „stark gefährdet“ (Endangered) durch Habitatverlust.